# Lipiec 2023

## 31 lipca
- W Thane na zachodzie Indii doszło do zawalenia dźwigu budowlanego, w wyniku czego zginęło co najmniej 16 pracowników budowlanych[1].
- Francuski wspinacz Remi Lucidi znany z uprawiania tzw. wspinaczki ekstremalnej, zginął w wyniku upadku z 68. piętra wieżowca Tregunter Tower w Hongkongu[2].
- W trakcie uroczystej sesji Rady Warszawy, radni przyznali Honorowe obywatelstwo miasta stołecznego Warszawy: Januszowi Dorosiewiczowi i Juliuszowi Kuleszy[3].

## 30 lipca
- W czasie wiecu politycznego w północno-zachodnim Pakistanie doszło do zamachu samobójczego, w wyniku którego zginęło co najmniej 40 osób, a ponad 130 zostało rannych[4].
- Niezależne rosyjskie media podały, że w ukraińskim ataku dronowym na Moskwę, uszkodzone zostały dwa biurowce w centrum biznesowym Moscow-City[5].
- Prezydent RP Andrzej Duda i prezydent Warszawy Rafał Trzaskowski wzięli udział w spotkaniu z powstańcami na terenie Muzeum Powstania Warszawskiego w ramach oficjalnych obchodów 79. rocznicy powstania warszawskiego[6].
- Jake Dennis został nowym mistrzem Formuły E[7].

## 29 lipca
- W Tajlandii doszło do eksplozji w składzie fajerwerków na rynku w Sungai Kolok, na granicy z Malezją. W wyniku eksplozji zginęło co najmniej 12 osób, a ok. 120 zostało rannych[8].
- Wybuchł pożar na składowisku odpadów w pobliżu lotniska Ciampino na przedmieściach Rzymu we Włoszech[9].
- Według szacunków ponad 200 tys. osób protestowało w Izraelu przeciwko forsowanej przez rząd kontrowersyjnej zmianie dotyczącej systemu sądownictwa[10].
- Wysoki przedstawiciel Unii do spraw zagranicznych i polityki bezpieczeństwa Josep Borrell poinformował, że Unia Europejska „nie uznaje i nie uzna władz pochodzących z puczu” w Nigrze i natychmiast zawiesza wszelkie działania w zakresie współpracy w dziedzinie bezpieczeństwa[11].
- Sejm Rzeczypospolitej Polskiej ustanowił patronów na rok 2024, którymi zostali; pisarz Marek Hłasko, arcybiskup Antoni Baraniak, dyktator powstania styczniowego Romuald Traugutt, polityk Wincenty Witos, rodzina Ulmów, poeta Kazimierz Wierzyński, pisarz Melchior Wańkowicz oraz polityk i pisarz pułkownik Zygmunt Miłkowski[12].
- W Warszawie w ramach obchodów 79. rocznicy powstania warszawskiego obyły się uroczystości przy pomniku w Park im. Żołnierzy Żywiciela[13].
- W Białymstoku w ramach obchodów 80. rocznicy powstania w getcie białostockim odsłonięto tablice informujące o miejscach, gdzie podczas okupacji niemieckiej stały dwie główne bramy do getta[14].
- Rozpoczęły się oficjalne obchody 600-lecia założenia Łodzi[15].
- Przeszedł V przeszedł Szczeciński Marsz Równości[16].
- W Sulęczynie uroczyście otwarto Skwer im. Jarka Śmietany i odsłonięto obelisk poświęcony Jarosławowi Śmietanie[17].

## 28 lipca
- W nigerskiej telewizji państwowej przedstawiono przywódcę junty, która obaliła prezydenta Mahmuda Bazouma. Jako przywódca junty określony również jako przewodniczący Narodowej Rady Ochrony Ojczyzny został wskazany gen. Abdourahamane Tchiani, pełniący od 2011 roku funkcję dowódcy straży prezydenckiej[18].
- Satelita pogodowy ADM-Aeolus, zakończył swoją misję i spłonął w atmosferze[19].

## 27 lipca
- Co najmniej 23 osoby zginęły w wyniku wywrócenia łodzi w pobliżu Manili na Filipinach[20].
- Inwazja Rosji na Ukrainę: Ukraińscy żołnierze ogłosili wyzwolenie wsi Staromajorśke w obwodzie donieckim na południowym wschodzie Ukrainy[21].
- Szablistka Olha Charłan, która w pierwszej rundzie szermierczych mistrzostw świata pokonała występującą pod neutralną flagą Annę Smirnową, za odmowę podania ręki rywalce do czego zobowiązują przepisy FIE, została zdyskwalifikowana. Był to pierwszy od inwazji Rosji na Ukrainę pojedynek reprezentantki tego kraju z zawodniczką pochodzącą z Rosji[22].

## 26 lipca
- W Nigrze rozpoczęła się próba zamachu stanu skierowana przeciwko prezydentowi Mohamedowi Bazouma[23].
- Urzędujący nieprzerwanie od 1985 roku premier Kambodży Hun Sen, poinformował o rezygnacji ze stanowiska i przekazaniu władzy najstarszemu synowi, gen. Hun Manetowi[24].
- W nocy z 25 na 26 lipca ok. 30 km na północ od holenderskiej wyspy Ameland, wybuchł pożar na pokładzie statku towarowego Fremantle Highway, płynącego z Bremy do Egiptu[25].
- Amerykański aktor Kevin Spacey został w uznany przez sąd w Londynie za niewinnego dokonania przestępstw seksualnych na czterech mężczyznach[26].

## 25 lipca
- Samolot 355. Taktycznego Szwadronu Transportowego greckich sił powietrznych biorący udział w akcji gaśniczej, rozbił się w okolicach miejscowości Platanistos na wyspie Eubea na południu Grecji. W wyniku katastrofy zginęły dwie osoby[27].
- W Łódzkiej Alei Gwiazd odsłonięto 95. gwiazdę, poświęconą kompozytorowi Janowi A.P. Kaczmarkowi[28].

## 24 lipca
- Inwazja Rosji na Ukrainę: W wyniku rosyjskiego ostrzału bronią kasetową miejscowości Konstantynówka w obwodzie donieckim, zginęło dziecko, a siedem osób zostało rannych[29].
- Mimo licznych protestów Kneset w Izraelu przegłosował kontrowersyjną ustawę anulującą tzw. zasadę roztropności (pierwsza z ustaw wchodzących w skład reformy sądów)[30][31][32].
- Elon Musk i dyrektor generalna Twittera Linda Yaccarino, zaprezentowali nowe logo platformy[33].

## 23 lipca
- 11 osób zginęło w wyniku zawalenia się dachu sali gimnastycznej szkoły średniej w mieście Qiqihar w północno-wschodnich Chinach[34].
- Jedna osoba zginęła, a 10 zostało rannych, gdy na trasie łączącej port w Patras z Atenami, na zachodzie Grecji, zawalił się częściowo most będący w trakcie budowy[35].
- Inwazja Rosji na Ukrainę: W nocy z 22 na 23 lipca Rosjanie dokonali ostrzału rakietowego historycznej części Odessy wpisanej na listę światowego dziedzictwa UNESCO uszkadzając 25 obiektów zabytkowych w tym Sobór Przemienienia Pańskiego[36].
- W Hiszpanii odbyły się wybory parlamentarne. Najwięcej głosów zdobyła Partia Ludowa, jednak żadne ugrupowanie nie uzyskało liczby mandatów pozwalającej na samodzielne rządy[37].
- Zwycięzcą 110. edycji wyścigu kolarskiego Tour de France został Jonas Vingegaard z zespołu Jumbo-Visma[38].

## 22 lipca
- Inwazja Rosji na Ukrainę: W pobliżu miejscowości Piatichatki, w wyniku ukraińskiego ostrzału zginął rosyjski korespondent wojskowy RIA Nowosti Rostisław Żurawliow[39].
- W Przylepie na terenie Zielonej Góry wybuch pożar składowiska odpadów chemicznych[40][41].
- W Sanoku przeszedł II Marsz Równości[42].
- W Warszawie odbył się wernisaż 3 edycji Urban Art Area, największego przegląd sztuki miejskiej w Polsce[43].

## 21 lipca
- Inwazja Rosji na Ukrainę:

- W wyniku ostrzału na linii frontu w Donbasie, ranny został rosyjski deputowany Aleksander Borodaj, były premier Donieckiej Republiki Ludowej.
- W Rosji pod zarzutem ekstremizmu zatrzymano jednego z czołowych imperialistycznych blogerów i aktywistów Igora Girkina znanego z krytyki prezydenta Władimiria Putina.

- Zgromadzenie Narodowe Bułgarii w trybie pilnym przyjęło ustawę o pozbawieniu rosyjskiego koncernu Łukoil koncesji na korzystanie z terminala naftowego Rosenec na północ od Burgas nad Morzem Czarnym[46].
- Ulicami Warszawy przeszedł 12. Marsz Pamięci upamiętniający ofiary wielkiej akcji deportacyjnej w getcie warszawskim z lata 1942 roku[47].

## 20 lipca
- Trzy osoby (w tym napastnik) zginęły, a sześć innych zostało rannych w wyniku strzelaniny, do której doszło w Auckland w Nowej Zelandii, na kilka godzin przed meczem otwarcia piłkarskich mistrzostw świata kobiet rozgrywanych w tym mieście[48].
- Inwazja Rosji na Ukrainę: W rosyjskiej ofensywy w pobliżu Krasnohoriwke, zginął doniecki korespondent wojskowy i bloger Michaił Łuczin[39].
- Na wyspie Rodos w Grecji wprowadzono stan wyjątkowy ze względu na rozprzestrzeniający się od 18 lipca pożar[49].
- Podczas zwołanej przez zwolenników szyickiego duchownego Muktady as-Sadra, manifestacji w proteście przeciwko spodziewanemu spaleniu Koranu w Szwecji doszło do ataku na ambasadę Szwecji w Bagdadzie, w Iraku[50].
- Skialpinistka Anna Tybor jako pierwsza kobieta na świecie zjechała na nartach z Broad Peak[51].
- Piłkarz Jakub Błaszczykowski ogłosił zakończenie sportowej kariery[52].

## 19 lipca
- Inwazja Rosji na Ukrainę:

- W nocy z 18 na 19 lipca miał miejsce zmasowany ostrzał Odessy.
- Na okupowanym przez Rosjan Krymie miał miejsce pożar w rosyjskiej bazie wojskowej w pobliżu miasta Stary Krym.

- Zmarła szósta ofiara katastrofy lotniczej w Chrcynnie, która miała miejsce 17 lipca 2023 roku[55].

## 17 lipca
- Inwazja Rosji na Ukrainę:

- W wyniku eksplozji został uszkodzony Most Krymski łączący okupowany przez Rosję Półwysep Krymski z Półwyspem Tamańskim poprzez Cieśninę Kerczeńską.
- Rosja wycofała się z tzw. umowy zbożowej pozwalającej na eksport zboża z Ukrainy.

- Rosyjski samolot szturmowy Su-25 spadł do Morza Azowskiego w pobliżu Jejska w rosyjskim Kraju Krasnodarskim, a jego pilot zginął[60].
- Samolot Cessna 208 spadł na lądowisku w Chrcynnie pod Nowym Dworem Mazowieckim. Samolot podczas lądowania w złych warunkach atmosferycznych, uderzył w hangar, w którym schroniło się przed burzą 10 osób. Pięć osób zginęło na miejscu (w tym jeden z pilotów), a osiem zostało rannych (była to najtragiczniejsza katastrofa na Mazowszu od 1987 roku)[61][62].
- W USA, były pastor David Zandstra, został aresztowany i oskarżony o porwanie oraz zamordowanie 8-letniej Gretchen Harrington w 1975 roku[63].
- Mąż Elżbiety Witek opuścił OIOM.[64]

## 16 lipca
- We własnym domu został zamordowany Oleg Horżan, były deputowany i lider komunistów w Naddniestrzu[65].
- W Londynie zakończyła się 136. edycja turnieju tenisowego Wimbledon rozgrywanego na All England Lawn Tennis and Croquet Club. W rywalizacji singlowej mężczyzn zwyciężył Hiszpan Carlos Alcaraz, zaś w turnieju pań Czeszka, Markéta Vondroušová (oboje po raz pierwszy)[66][67].
- Konkurs piękności Miss Polski 2023 wygrała Angelika Jurkowianiec[68].

## 15 lipca
- Co najmniej cztery osoby zginęły w masowej strzelaninie w miejscowości Hampton w stanie Georgia, w USA[69].
- Po raz piąty w historii klub Legia Warszawa zdobyła Superpuchar Polski w piłce nożnej[70].
- Lionel Messi podpisał kontrakt z klubem Inter Miami CF[71].
- W Rzeszowie przeszedł IV Marsz Równości pod hasłem „Idziemy po równość i pokój”[72].
- Katolicki patriarcha chaldejski Bagdadu kard. Louis Raphaël I Sako ogłosił w publicznym oświadczeniu, że nie powróci do rezydencji patriarchalnej w Bagdadzie i zamiast tego uda się do Kurdystanu w północnym Iraku, aby zamieszkać w klasztorze[73].

## 14 lipca
- Rada Najwyższa Ukrainy zatwierdziła nowy termin święta Bożego Narodzenia, które będzie obchodzone zgodnie z kalendarzem gregoriańskim, czyli 25 grudnia, a nie tak jak wcześniej 7 stycznia[74].
- W wieku 109 lat zmarł pułkownik WP w stanie spoczynku Kazimierz Klimczak będący do momentu śmierci najstarszym żyjącym mężczyzną w Polsce oraz najstarszym żyjącym powstańcem warszawskim[75].
- Zofia Łebedowicz została ponownie wybrana przełożoną generalną Zgromadzenia Sióstr Służebnic Niepokalanej Maryi Panny[76].

## 13 lipca
- W Kinszasie, w Demokratycznej Republice Konga odnaleziono ciało opozycyjnego polityka i byłego ministra Chérubina Okende Sengi, który został zastrzelony[77][78].
- W północnym Iraku odbyły się demonstracje poparcia dla chaldejskiego patriarchy katolickiego kard. Louisa Raphaëla I Sako w związku z cofnięciem przez prezydenta Iraku Abdula Latifa Raszida specjalnego dekretu wydanego przez jego poprzednika Dżalala Talabaniego, który przyznał kardynałowi szerokie uprawnienia do zarządzania sprawami Kościoła i oficjalnie uznał go za głowę Kościoła chaldejskiego[79].
- We wschodniej Kanadzie miały miejsce silne burze. Na przedmieściach Ottawy, wiatr uszkodził co najmniej 125 budynków, zaś w prowincji Quebec w wyniku uszkodzeń trakcji elektrycznej dostępu do prądu zostało pozbawionych około 327 tysięcy odbiorców[80].
- Sejm Rzeczypospolitej Polskiej uchwalił ustawę o ochronie małoletnich (tzw. ustawa Kamilka z Częstochowy)[81].
- Międzynarodowy Komitet Olimpijski poinformował, że komitety z Rosji i Białorusi nie otrzymają zaproszenia na XXXIII Letnie Igrzyska Olimpijskie w Paryżu[82].

## 11 lipca
- W Wilnie na Litwie rozpoczął się dwudniowy szczyt NATO[83].
- Centrum Obrony Praw Człowieka Wiosna poinformowało, że „w niewyjaśnionych okolicznościach” zmarł białoruski artysta i więzień polityczny Aleś Puszkin, który odbywał pięcioletni wyrok w kolonii karnej[84].
- Miał miejsce pożar barokowego pałacu w Konarzewie. W akcji strażackiej wzięło udział ok. 100 strażaków[85].
- Sejm RP jednomyślnie przyjął uchwałę upamiętniającą ofiary Rzezi Wołyńskiej w 80. rocznicę zbrodni[86].

## 10 lipca
- Sześć osób w tym troje dzieci, jeden wychowawca i dwoje rodziców zginęło podczas ataku nożownika w przedszkolu w prowincji Guangdong na południu Chin[87].
- Inwazja Rosji na Ukrainę: Według gubernatora Jurija Małaszki siły rosyjskie zaatakowały dzielnicę mieszkaniową w Orichiwie w obwodzie zaporoskim, zabijając czterech cywilów i raniąc 11 innych[88].
- Premier Holandii Mark Rutte ogłosił rezygnację z aktywności politycznej (7 lipca podał swój gabinet do dymisji)[89].
- Prezydent USA Joe Biden spotkał się w Londynie z premierem Wielkiej Brytanii Rishim Sunakiem, a następnie z królem Karolem III[90].
- Prezydent Turcji Recep Tayyip Erdoğan poinformował, że jego kraj ratyfikuje akcesję Szwecji do NATO[91].
- W parku miejskim w Krasnodarze w Rosji został zastrzelony były dowódca okrętu podwodnego Krasnodar, Stanisław Rżycki[92][93].
- W Johannesburgu, w Republice Południowej Afryki spadł śnieg po raz pierwszy od 2012 roku[94].

## 9 lipca
- 15 osób zginęło w wyniku osuwisk i powodzi w północnych Indiach[95].
- 10 osób zginęło, a 30 zostało rannych, gdy autobus spadł z mostu do rzeki w Prowincji Północno-Środkowej na Sri Lance[96].
- Papież Franciszek ogłosił imiona i nazwiska 21 nowych kardynałów. Wśród nich znalazł się m.in. Grzegorz Ryś, arcybiskup metropolita łódzki[97].
- Prezydenci Polski i Ukrainy, Andrzej Duda i Wołodymyr Zełenski wzięli wspólnie udział w nabożeństwie ekumenicznym upamiętniającym ofiary rzezi wołyńskiej, które odbyło się w katedrze Apostołów Piotra i Pawła w Łuckum w ramach obchodów 80 rocznicy rzezi wołyńskiej[98].

## 8 lipca
- Rebelia RSF w Sudanie: Co najmniej 22 osoby zginęły w nalocie w Omdurman w Sudanie[99].
- Inwazja Rosji na Ukrainę:

- Według gubernatora Pawła Kyrylenki siły rosyjskie ostrzelały Łyman w obwodzie donieckim, zabijając osiem osób i raniąc 13 innych.
- Prezydent Ukrainy Wołodymyr Zełenski poinformował, iż z wizyty w Turcji, gdzie spotkał się z prezydentem Turcji Recepem Tayyipem Erdoğanem powrócił wraz z internowanymi w Turcji; pięcioma dowódcami obrony zakładów Azowstal w trakcie bitwy o Mariupol. Wraz z Wołodymyrem Zełenskim na Ukrainę powrócili: dowódca Oddziału Specjalnego „Azow” Denys Prokopenko, dowódca 36. brygady piechoty morskiej Serhij Wołynśkyj, Swiatosław Pałamar, Denys Szłeha i Ołeh Chomenko.

- W Giessen w Hesji, na zachodzie Niemiec, doszło do zamieszek podczas Festiwalu Erytrei w wyniku których rannych zostało 27 funkcjonariuszy policji[103].
- W wiosce El Aguacate w stanie Nayarit, w Meksyku odnaleziono ciało zamordowanego dziennikarza Luisa Sancheza, który pracował dla dziennika La Jornada. Prokuratura przekazała, że dziennikarz został zabity, a zbrodnia ta miała związek z wykonywaną przez niego pracą[104].
- Za pośrednictwem mediów społecznościowych, Elton John poinformował o zakończeniu kariery muzycznej. Wcześniej tego samego dnia Elton John wystąpił na koncercie w Sztokholmie wieńczącym jego pożegnalną trasę koncertową[105].
- Rikkie Valerie Kollé jako pierwsza transpłciowa modelka, zwyciężyła w holenderskim konkursie piękności Miss Nederland[106].

## 7 lipca
- Co najmniej 55 osób, w tym ośmioro dzieci, zginęło w powodziach spowodowanych dwutygodniowymi deszczami monsunowymi w Pakistanie[107].
- Dżihadyści zabili co najmniej 22 cywilów w dwóch oddzielnych atakach w prowincji Namentenga w Burkinie Faso[108].
- W miejscowości Janga w pobliżu miasta Recife w północno-wschodniej Brazylii doszło do zawalenia budynku mieszkalnego. W wyniku katastrofy zginęło co najmniej 14 osób[109][110].
- Inwazja Rosji na Ukrainę: Doradca Białego Domu ds. bezpieczeństwa Jake Sullivan poinformował, że Stany Zjednoczone dostarczą Ukrainie amunicję kasetową[111].
- Premier Holandii Mark Rutte ogłosił dymisję swojego gabinetu[112].
- Opublikowano wspólne orędzie biskupów Ukraińskiego Kościoła Greckokatolickiego oraz Konferencji Episkopatu Polski w 80. rocznicę rzezi wołyńskiej[113][114][115][116][117].

## 6 lipca
- Inwazja Rosji na Ukrainę: Rosja przeprowadziła atak rakietowy za pomocą pocisków Kalibr na Lwów znad Morza Czarnego, zabijając 10 cywilów i raniąc 48 innych. Siły ukraińskie stwierdziły, że zestrzelono 7 z 10 pocisków[118].
- Prezydent Ukrainy Wołodymyr Zełenski spotkał się z prezydentem Bułgarii Rumenem Radewem[119].
- Rada miasta stołecznego Warszawy jednogłośnie poparła pomysł nadania tytułu Honorowego Obywatelstwa Miasta Stołecznego Warszawy Januszowi Dorosiewiczowi i Juliuszowi Kuleszy[120].
- Holenderski rząd ogłosił plany repatriacji 478 przedmiotów z epoki kolonialnej do Indonezji i Sri Lanki[121].

## 5 lipca
- Co najmniej 27 osób zginęło, a 17 zostało rannych, gdy autobus wpadł do wąwozu w pobliżu Magdalena Peñasco w stanie Oaxaca w Meksyku[122].
- 17 osób zginęło, a 10 innych trafiło do szpitala w wyniku wycieku gazu azotanowego z nielegalnego wydobycia w miejscowości w Boksburg, Gauteng, Republika Południowej Afryki[123].
- Co najmniej 15 cywilów zostało zabitych przez dżihadystów w Sorgha, Gnagna, Burkina Faso[124].
- Co najmniej 15 osób zginęło w wyniku gwałtownych powodzi spowodowanych przez ulewne deszcze w Chongqing w Chinach[125].
- Ariane 5, największa rakieta Europejskiej Agencji Kosmicznej, odbyła swój ostatni lot, wynosząc na orbitę okołoziemską dwa wojskowe satelity komunikacyjne. Rakieta była wykorzystywana od 1996 roku[126].
- W sądzie rejonu szewczenkowskiego w Kijowie doszło do eksplozji i strzelaniny. Oskarżony o terroryzm Jehor Humeniuk, detonował ładunek wybuchowy, a następnie wziął zakładnika. Sprawca zginął podczas akcji antyterrorystów[127][128].

## 4 lipca
- Co najmniej 20 osób zginęło, a 126 zostało rannych w 22 masowych strzelaninach w całych Stanach Zjednoczonych w Dzień Niepodległości[129].
- Atak izraelskiego wojska na Dżanin na Zachodnim Brzegu trwał drugi dzień, podczas którego zginęło kolejnych czterech Palestyńczyków, zwiększając liczbę ofiar śmiertelnych do 12, a ponad 120 innych zostało rannych[130].
- Jens Stoltenberg otrzymał czwarte przedłużenie mandatu sekretarza generalnego NATO, mimo że wcześniej deklarował zamiar ustąpienia ze stanowiska po zakończeniu obecnej kadencji[131].
- Turcja i Egipt przywróciły stosunki dyplomatyczne do poziomu ambasadorów (od 2013 roku kraje utrzymywały relacje na szczeblu chargé d’affaires po obaleniu przez wojsko egipskie prezydenta Muhammada Mursiego wywodzącego się z Bractwa Muzułmańskiego)[132].
- Międzynarodowa Agencja Energii Atomowej zatwierdziła propozycję rządu japońskiego dotyczącą odprowadzania oczyszczonych ścieków radioaktywnych z elektrowni jądrowej Fukushima Nr 1 do Oceanu Spokojnego, z oczekiwaniem minimalnego wpływu radiologicznego[133].

## 3 lipca
- Inwazja Rosji na Ukrainę: Rosja przeprowadziła ataki dronów na Sumy na Ukrainie, zabijając dwie osoby i raniąc 19 innych. W odpowiedzi na atak prezydent Ukrainy Wołodymyr Zełenski wezwał do znacznej modernizacji obrony przeciwlotniczej[134].
- Izraelskie wojska wkroczyły do Dżaninu, gdzie starły się z palestyńskimi bojownikami. W wyniku walk zginęło co najmniej 10 Palestyńczyków[135].

## 2 lipca
- W Abidżanie, na Wybrzeżu Kości Słoniowej, doszło do katastrofy budowlanej, w wyniku której zawalił się wznoszony sześciopiętrowy budynek i zginęło siedem robotników[136].
- Z okazji setnej rocznicy urodzin poetki Wisławy Szymborskiej, uroczyście otwarto Park im. Wisławy Szymborskiej w Krakowie przy ul. Karmelickiej[137].
- Zakończyła się, rozgrywana głównie w Krakowie i Małopolsce, 3. edycja igrzysk europejskich[138]

## 1 lipca
- Władze ogłosiły, że w całym Meksyku w wyniku trwających od dwóch tygodni fal upałów zmarło ponad 100 osób[139].
- Co najmniej 25 osób zginęło, gdy autobus rozbił się i stanął w płomieniach w dystrykcie Buldana w stanie Maharasztra w Indiach[140].
- W szpitalu w Dnieprze na skutek ran odniesionych podczas ataku rakietowego na Kramatorsk z 27 czerwca 2023 roku, zmarła ukraińska pisarka Wiktoria Amelina[141][142].
- W Nanterre pod Paryżem odbył się pogrzeb 17-letniego Nahel Merzouka, który został zastrzelony przez policję podczas kontroli drogowej 27 czerwca 2023, a którego śmierć doprowadziła do zamieszek w kilu dużych ośrodkach miejskich we Francji[143][144].
- Król Holandii Wilhelm-Aleksander w przemówieniu z okazji Narodowego Dnia Pamięci o Niewolnictwie, przeprosił za niewolniczą historię Niderlandów[145].
- Rozpoczęła się misja teleskopu Euclid Europejskiej Agencji Kosmicznej. Euclid wystartował z pomocą rakiety Falcon 9 firmy SpaceX z kosmodromu z Przylądka Canaveral na Florydzie (USA)[146].
- Cesc Fàbregas poinformował o zakończeniu kariery piłkarskiej[147].
- W Poznaniu przeszedł 19. Marsz Równości[148].
- W Krakowie zaczął obowiązywać uchwalony przez Radę Miasta, zakaz sprzedaży alkoholu w sklepach na terenie całego miasta od północy do godz. 5:30[149][150].

- Synod Kościoła Polskokatolickiego w Wielkiej Brytanii wybrał na zwierzchnika ks. bp. Oliwiera Windsora[151].